# 久我長通
久我 長通（こが ながみち）は、鎌倉時代後期から南北朝時代の公卿。後中院太政大臣と号す。従一位太政大臣。父は太政大臣久我通雄、母は源仲基の娘。子は太政大臣に至った久我通相。久我家10代。長通の和歌は『風雅和歌集』に一首、『新千載和歌集』に二首、『新拾遺和歌集』に一首選入されている。

## 経歴
以下、『公卿補任』、『尊卑分脈』、『園太暦』、『花園天皇宸記』の記事に従って記述する。
- 弘安9年（1286年）2月29日、叙爵。
- 弘安11年（1288年）1月5日、従五位上に昇叙、同年4月7日侍従に任ぜられ、同年11月25日には正五位下に昇叙。
- 正応3年（1290年）9月5日、従四位下に昇叙。
- 正応5年（1292年）2月27日、左少将に任ぜられる。
- 正応6年（1293年）1月5日、従四位上に昇叙、同年4月8日には左中将に転任。
- 永仁2年（1294年）1月6日、正四位下に昇叙、同年3月27日には信濃介を兼ねる。
- 永仁5年（1297年）閏10月5日、従三位に叙され左中将は元の如し（同年に祖父通基は従一位に叙され、父通雄は内大臣となった）。
- 永仁6年（1298年）10月10日、正三位に昇叙。
- 永仁7年（1299年）3月24日、但馬権守を兼ねる。
- 正安3年（1301年）11月18日、従二位に昇叙、同年12月6日、左中将は元の如し。
- 正安4年（1302年）9月25日、参議に任ぜられ、左中将と但馬権守は元の如し。改元後の12月22日、権中納言に転任。
- 延慶元年（1308年）11月8日、正二位に昇叙。
- 延慶2年（1309年）8月10日、権大納言に転任。
- 正和2年（1313年）9月6日、権大納言を辞任。以後、前権大納言の状態が続いた[1][2]。
- 元亨3年（1323年）9月28日、正の大納言に還任[3][4]。
- 正中元年（1324年）同年中に大納言を辞したか。
- 元徳元年（1329年）9月26日、権大納言に還任し、左大将を兼ねる。
- 元徳2年（1330年）2月26日、内大臣に任ぜられ左大将は元の如し[5]直後の3月5日には着陣拝賀を済ませずに内大臣と左大将を辞した。同日に従一位に昇叙。
- 元徳3年/元弘元年（1331年）2月1日、右大臣に任ぜられ、同年11月8年には春宮傅を兼ねる。
- 正慶元年/元弘2年（1332年）7月13日、右大臣と春宮傅を辞した。
- 元弘3年（1333年）6月12日、還任宣下があり右大臣に還任。
- 建武元年（1334年）2月22日、右大臣を辞し、同年12月17日には刑部卿に任ぜられる。
- 建武4年/延元2年（1337年）7月20日、刑部卿を辞した。
- 暦応3年（1340年）12月27日、太政大臣に任ぜられる。
- 暦応4年（1341年）1月18日、奨学院別当と源氏長者になる。
- 暦応5年（1342年）2月29日、太政大臣と奨学院別当を辞した。
- 文和2年（1353年）8月27日、赤痢のため薨去。

## 系譜
- 父：久我通雄（1257-1329）
- 母：源仲基の娘
- 妻：園基顕の娘
  - 男子：久我通相（1326-1371）

## 久我家相続問題
岡野友彦の指摘や同時代の『園太暦』、『花園天皇宸記』の記述からうかがえるように、長通は父通雄から義絶されていたようである。応長元年（1311年）に誕生した異母弟通定を父通雄が偏愛して久我家の家督を通定に譲ろうとしたために義絶された、と考えられている。しかし、元徳元年（1329年）12月に通雄は薨去し通定への家督相続を確定させることができなかったのである。
最終的には「久我長通譲状」を長通は認めて、通相に所領や洛中の邸宅9箇所を相伝させることができたのである。

## 村上源氏の嫡流を確立
岡野友彦が主張しているように、久我家が村上源氏の嫡流としての地位を確立できたのは専ら長通の努力に負うところが大きい。祖父通基と父通雄の時代、村上源氏の諸家から従一位に叙されたり大臣に任ぜられる者が相次いだ。一覧にすると次のようになる。こうした中で通光と通雄の時に相続問題が発生したために、久我家が他の村上源氏諸家に比して絶対的に優位な立場にあったとは言いがたい状態であったと見ることができる。
- 堀川具実：建長2年（1250年）に内大臣
- 中院通成：文永6年（1269年）に内大臣
- 堀川基具：弘安6年（1283年）に従一位、正応2年（1289年）には太政大臣
- 土御門定実：正応5年（1292年）に従一位、永仁4年（1296年）に内大臣、そして正安3年（1301）には太政大臣
- 中院通頼：永仁5年（1297年）に従一位
- 堀川具守：正安元年（1299年）に従一位、正和2年（1313年）には内大臣
- 中院通重：正和5年（1316年）に従一位、元応元年（1319年）には内大臣
- 六条有房：文保2年（1318年）に従一位、元応元年（1319年）には内大臣

また、大臣昇進の場合はいずれも内大臣または太政大臣への昇進であって右大臣・左大臣はない。これは当時、摂関家が5つに分立し各摂家の嫡男が若年で右大臣・左大臣に昇進することが多かった上に、西園寺家からも右大臣・左大臣が出たために、他の大臣家から右大臣・左大臣に昇進する機会が少なかったこととも関係がある。前内大臣から太政大臣への任官がしばしば見られることと同様である。
このような状況の中で、長通は村上源氏の中では院政期の雅定以来の右大臣就任となったのである。さらに長通以後、通相、具通といずれも右大臣を経て太政大臣へと至るのである。